# 哈尔滨天价鱼事件
哈尔滨天价鱼事件，是2016年2月14日於中国黑龙江省哈尔滨市松北区发生的一起消费争议以及由此爭議引发的伤害事件，新年期間透過網路引起較大熱議和主流媒體關注。

## 事件经过
事件发生于2016年2月14日傍晚，江苏常州陳姓遊客一行20人在導遊的带领下，作为消费者在“北岸野生渔村”餐馆就餐，其中鳇鱼售价398元一斤，据称其只要10.4斤左右的鳇鱼，而在结帐时却发现消费小票上为14.4斤，包括其他菜品一共消费人民幣10,302元。几位老年消费者遂与店家理论，店里冲出10几人，双方发生肢体冲突。随后陳姓遊客报警，当地公安派出所民警到场了解情况，调看监控录像，建议消费者最好“全额照付”，双方协商解决。

## 事后处理
哈尔滨市场监督管理局得知此消费者遭遇后，立即召开会议进行部署，松北区市场监督管理局成立调查组，市局全面进行督导，调查结果将尽快向社会公布。但称无法管理店家是否故意将价格炒高，“即便是几十块钱的鱼被炒到了几百块，只要明码标价，我们也管不了。我们能管的只能是按照法律要求店里明码标价，消费者看到价格接受了，一个愿打一个愿挨也没办法。”
2月12日，当事人陈某的微博发帖被删除。
2月14日，哈尔滨市松北区委宣传部表示，已经发现了游客所反映的问题，上午区委有关部门专题开会研究并部署了方案，下午开始将即着手展开调查。在不到一天的时间里，哈尔滨松北区市场监督管理局局长在央视新闻中表示游客的描述与调查结果有较大的出入，并且在现有视频中暂时“没有发现肢体接触或不文明执法行为”。 在央视新闻中，监督管理局副局长声明“该店走的是市场调节价，符合国家相关规定。”
而店家经理亦描述了当事的经过。店家聲稱当日游客知晓价格与斤两，并在公斤数的菜单上亲笔签字（后店家承认该签名并非游客亲笔所写，而是代写），因遊客自己喝多不胜酒量，吃完后拒付饭钱，并在酒店寻衅滋事长达一小时，并抓住店员进行殴打。因不胜其烦，酒店老板同意最终给遊客一行打出七折的优惠，并互留了电话以及微信，拥抱示好。却没想到遊客在回到常州后将此事扭曲，发到了网上。 在央视以及哈尔滨官方微博帳號给出最终的调查报告中，明码标价、鳇鱼之稀有珍惜、店家一方的解释成为了调查结论的主要佐证，并提醒常州游客“随时可以联系调查组，表达异议”。在常州游客再次出現後，他聲稱没有立即回复的原因是由於店家将其家人朋友的私人信息发布在网上，导致家人、朋友以及自己的生活受到了不堪忍受的骚扰，同时自己也受到了店家的电话威胁。
2016年全国两会召开前夕，哈尔滨市松北区人民政府于3月2日公布，针对在“天价鱼”事件中相关责任部门和责任人员存在的监管缺失、执法不规范等问题，松北区依据相关法律法规进行问责：
- 给予松北区市场监督管理局局长孙柏森行政记大过处分；
- 松北区市场监督管理局副处级干部罗瑶行政记过处分；
- 松北区市场监督管理局松北所所长赵立刚行政记过处分；
- 对松北区城市管理局副局长贾红军、韩林娜诫勉谈话；
- 给予松北区城市管理局市容科负责人赵兴和警告处分；
- 给予松北区城市管理局市容科工作人员赵亚范通报批评；
- 责令松北区市场监督管理局、松北区城市管理局领导班子做出深刻检查，对存在的问题进行认真整改。

松北公安分局问责处理：
- 对松北公安分局太阳岛派出所所长刘刚诫勉谈话；
- 给予松北公安分局太阳岛派出所民警张晓雨、解宇常行政警告处分。

## 相关评论及媒体报道
由於该事件发生在春节放假期间，大陆网民有较多闲暇关注该事件，造成了社交网络上的快速传播。不少网友也在该事件推动下，曝出自己曾经的被宰经历。
另外，在调查报告刚刚发布之时，就有很多热心网友指出了调查结论的众多疑点，例如野生鳇鱼不允許捕撈、是否利用養殖鳇鱼冒充、明显的纠纷和混乱被称为“沒有肢體接觸”、客人是否是親筆簽字、該店家在網路上劣評很多、江北区市场监督管理局局长声明公安局并未不文明执法等。而调查结果发布次日，多家媒体在遊客再次出现后，通过采访了解到了更多的情况，新华社等也对调查的仓促结论表达了不满。
2016年2月15日，新华社发表时评，“天价鱼事件”双方虽各执一词，却直接反映了国内旅游业缺乏监管的顽疾，从“三亚海鲜排档”到“青岛大虾”，本质都是监管失灵下宰客经济的乱象。监管一旦缺位，游客就会成你争我夺的唐僧肉。
2月16日，《新京报》报道春节期间，另有一名浙江王姓遊客一行19人在同一店家消费了近16000元，仅一份鳇鱼鱼头就近8000元，王姓遊客称自己也是被导游带去的渔村。而後王姓遊客一行在与旅行社协商赔偿。另外，經新京报記者查询发现，涉事饭店“北岸野生渔村饭店”的工商登记名称实际为“北岸渔村饭店”，并无其标榜的“野生”二字，其餐饮服务许可证已于同年2月4日到期。
2月17号央视后续跟進並製作30分鐘的新聞1+1節目專題討論，報道稱爆料人称从未签字，希望字迹鉴定，公布完整视频。对于微博爆料上万块，他说非自己买单，后来也删除微博。但七千多是自己被打后，卖家主动打七折。店家回应鱼重量陈先生知情，确不是遊客签字，而是委托签字。之後公布了現場手機側錄的視頻還原事發詳情，片中確實有公安介入協調時一邊值勤一邊抽菸，而店家和顧客爭執點其實在服務生打老人必須道歉上，第二是魚價消費者也認，但認為斤兩數不對要依照10.4斤計價。